# 36º Stormo
Il 36º Stormo è un reparto caccia dell'Aeronautica Militare dotato di velivoli Eurofighter Typhoon. Dipende gerarchicamente dal Comando delle forze da combattimento di Milano e oggi ha sede presso l'aeroporto di Gioia del Colle.

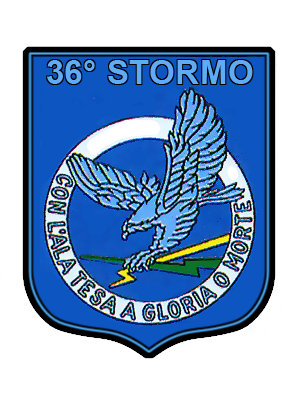

Lo stormo, intitolato alla memoria del colonnello pilota Riccardo Hellmuth Seidl è costituito da due gruppi: il X Gruppo C.I.O. "Francesco Baracca" ed il 12º Gruppo caccia (caccia intercettori ognitempo). Il XII Gruppo è alle dipendenze del 36º Stormo fin dalla sua ricostituzione, avvenuta nel 1966, mentre il X Gruppo è entrato a farne parte nel 2010.

## Storia
Il 36º Stormo da bombardamento terrestre fu creato il 1º febbraio 1938 sull'aeroporto di Bologna-Borgo Panigale al comando di Ruggero Bonomi e aveva in dotazione i trimotori da bombardamento Savoia-Marchetti SM.79 e Savoia-Marchetti SM.81 per il 108º Gruppo (256ª Squadriglia e 257ª Squadriglia) ed il 109º Gruppo (258ª Squadriglia e 259ª Squadriglia).

### Seconda guerra mondiale
Lo Stormo partecipa alla II Guerra Mondiale prima al 10 giugno 1940 come reparto da bombardamento, dislocato sull'Aeroporto di Castelvetrano comandato dal Col. Carlo Drago con il CVIII Gruppo del Ten. Col. Virginio Silvestri ed il CIX Gruppo del Magg. Ugo Vincenzi con 32 SM 79, divisi 8 SM 79 per squadriglia inquadrato nella XI Brigata Bombardamento Terrestre "Nibbio" del Gen. B.A. Giuseppe Barba di Castelvetrano nella 2ª Squadra aerea.
Operò quindi su Tunisia e Malta prendendo parte anche alla Battaglia di Punta Stilo, dal 27 novembre 1940 dopo essere rientrato a Bologna è trasformato in reparto aerosilurante ed opera dal 3 settembre 1941 con il 108º Gruppo e dal 20 settembre con il 109º Gruppo contro la flotta inglese dall'Aeroporto di Decimomannu con 19 S.M.84 operativi.

### L'attacco al convoglio Halberd (Operazione Halberd)
Il 27 settembre 1941 alle 08:18 un ricognitore italiano individuò un gruppo di navi britanniche al largo dell'isola La Galite, 80 km a nord della Tunisia e lanciò l'allarme. Venne indicata la presenza di una portaerei, una nave da battaglia, quattro incrociatori e altre navi minori. Si trattava del convoglio Halberd partito da Gibilterra con lo scopo di rifornire Malta, e composto in realtà dalla portaerei Ark Royal, dalle navi da battaglia Prince of Wales, Rodney e Nelson, e da cinque incrociatori. Completavano la potente formazione navale i 18 cacciatorpediniere di scorta.
Le condizioni meteorologiche non erano buone, ma alle 12:15 undici aerosiluranti S.M.84 del 36º Stormo decollarono su allarme dall'aeroporto di Decimomannu. Il col. Riccardo Hellmuth Seidl comandante dello stormo pilotava uno degli aerei alla testa del 109º Gruppo, mentre il maggiore Arduino Buri guidava il 108º Gruppo. Si unirono alla missione altri undici aerosiluranti S.79 del 130º Gruppo decollati quasi mezz'ora prima dal vicino aeroporto di Cagliari-Elmas. La scorta era composta da aerei da caccia Fiat C.R.42 Falco del 24º Gruppo (XXIV Gruppo).
Durante il volo, i gruppi si separarono anche per le cattive condizioni meteorologiche. Essendo gli S.M.84 più veloci, furono i primi ad arrivare sulle navi inglesi. Il 108º Gruppo del maggiore Buri, composto da cinque S.M.84 fu il primo ad avvistare il convoglio inglese e alle 13:00 attaccò. Colpito dalla contraerea il velivolo del ten. Danilo Barro entrò in collisione con quello del cap. Alfonso Rotolo ed entrambi precipitarono in mare, mentre quello del sott. ten. Pier Vincenzo Morelli fu abbattuto dopo il lancio del siluro. Malgrado il sacrificio degli equipaggi, nessun bersaglio venne colpito.
Seidl arrivò insieme agli altri quattro aerosiluranti del 109º Gruppo per secondo e alle 13:30 ordinò l'attacco. L'aereo del capitano Giusellino Verna venne abbattuto dai caccia inglesi Fairey Fulmar di scorta che tentarono di impedire l'avvicinamento degli aerei italiani. Il colonnello Seidl insieme all'aereo del capitano Bartolomeo Tomasino proseguirono sotto il fuoco nemico l'attacco alla HMS Nelson. La nave venne colpita da un siluro e danneggiata gravemente, secondo alcune fonti da Seidl, ma entrambi gli aerei vennero abbattuti dall'antiaerea della Prince of Wales e dello Sheffield.
Il danneggiamento della HMS Nelson è accreditato da alcune fonti all'allora maggiore Arduino Buri che fu tra i pochi a rientrare e rivendicò il risultato negli anni che seguirono, durante e dopo il conflitto. Ricerche successive incrociate con i dati dell'ammiragliato britannico fanno ritenere che Buri attaccò con il suo gregario la Rodney confondendola con la gemella Nelson, mancandola. Le ricostruzioni del dopoguerra ritengono che sia stata la seconda ondata a colpire la Nelson e poiché è stato il primo dei due aerei a mettere a segno il siluro, è probabile sia stato Seidl a colpire il bersaglio. Nessuno di quegli aerei ritornò indietro e l'attribuzione rimane controversa.
Alla fine delle diverse ondate, furono sette gli aerei italiani abbattuti. Seidl, Tomasino, Rotolo e Verna morirono quel giorno e insieme a loro cadde il sergente maggiore Luigi Valotti che, con il suo caccia Fiat C.R.42 Falco, aveva tentato di distrarre l'artiglieria antiaerea compiendo evoluzioni acrobatiche sopra le navi finendo a sua volta abbattuto e ucciso. A tutti e quattro i piloti degli aerosiluranti venne assegnata la Medaglia d'oro al valor militare alla memoria, mentre a Valotti quella di bronzo.
Dal 23 maggio 1942 lo stormo passa ai comandi del colonnello Giovanni Farina.
Dopo aver preso parte alla Battaglia di mezzo giugno del 1942 nella quale Farina cadde in combattimento sul cielo della Sardegna il 14 giugno, durante un attacco contro un convoglio navale nemico, quando il suo velivolo fu abbattuto della contraerea avversaria, il 13 settembre rientra a Pisa per versare gli S.M.84 per sostituirli con gli S.M.79 siluranti. Il 15 luglio 1943 i gruppi diventano autonomi.
All'8 settembre 1943 il 108º Gruppo Aerosiluranti era all'Aeroporto di Pisa-San Giusto con la 256ª e 257ª Squadriglia inquadrato nel Raggruppamento Aerosiluranti dell'Aeroporto di Siena-Ampugnano della 3ª Squadra aerea.

### Il dopoguerra
Dal 1º novembre 1948, a causa delle clausole armistiziali, lo Stormo Notturno assume la denominazione di 36º Stormo trasporti con il 1º Gruppo volo (1ª Squadriglia e 3ª Squadriglia) e 88º Gruppo (190ª Squadriglia e 265ª Squadriglia), su Cant. Z.1007bis, Savoia-Marchetti S.M.82 e dal 1950 anche Fiat G.12, ed opera dall'aeroporto di Guidonia (Roma), dove resterà fino alla primavera del 1953, quando verrà trasferito a Latina.
Il 12 giugno 1955 il 36º Stormo viene chiuso e posto in posizione quadro. 
L'acuirsi della Guerra fredda e lo scontro tra l'Occidente e il Blocco Sovietico furono alla base della prima rinascita del 36°. 
Il 1º maggio 1960 viene costituita la 36ª Brigata aerea interdizione strategica il cui compito sarà quello di minacciare, con i suoi missili PGM-19 Jupiter, bersagli posti al di là della Cortina di ferro.
La Brigata viene dislocata a Gioia del Colle e le sue basi missilistiche vengono stanziate su tutto il territorio delle Murge. 
I missili verranno ritirati nel 1963, dopo la Crisi di Cuba e gli accordi tra John F. Kennedy e Nikita Kruscev. 

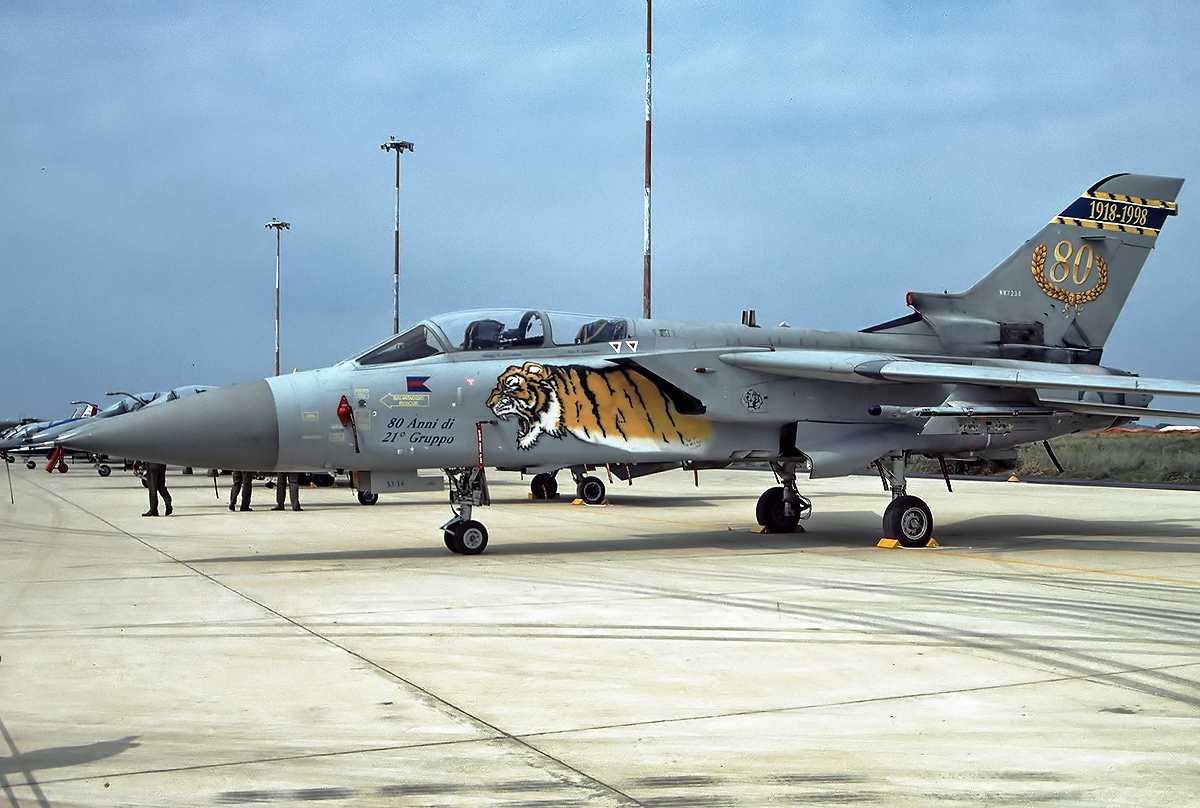
Tornado ADV del XXI gruppo "Le Tigri" con la livrea speciale degli 80 anni, nel 1998

Il 10 luglio 1963 la 36ª Aerobrigata viene collocata in posizione quadro. Sull'aeroporto di Gioia del Colle rimane il XII Gruppo Caccia che, insieme al 156º Gruppo, dal 1º giugno 1966 ricostituisce il 36º Stormo, questa volta in versione caccia.

Un Lockheed F-104S del 12º Gruppo del 36º Stormo armato con missili: due AIM-7 Sparrow e due AIM-9 Sidewinder

Tra gli aerei in forza allo stormo nel passato, l'F86K (al XII Gruppo), l'F84F (al 156º Gruppo), l'F104 (per entrambi i gruppi volo), il Panavia Tornado assegnato al 156º gruppo CBOC Le Linci in forza al 36° fino al 2008, l'F3 Tornado ADV, assegnato al XII dal 1995 al 2004. 
Nel 1969 arriva Lamberto Bartolucci come vice comandante diventandone il comandante nel 1970.
Dal 29 giugno 1999 al 1º marzo 2001 ha fatto parte del 36° anche il XXI Gruppo Caccia "Le Tigri" (21º Gruppo Autonomo Caccia Terrestre).
Dal 1º ottobre 2007 la linea di volo è costituita dall'Eurofighter Typhoon.
Il 1º luglio 2008 il 156º Gruppo lascia il 36º Stormo per ritornare al 6º Stormo Alfredo Fusco di Ghedi. Nel 2010, nello stesso giorno, il 10º Gruppo lascia il 37º Stormo e arriva a Gioia del Colle per affiancare il XII nella missione dello Stormo.

Stemma 12º Gruppo